# Elson Hooi
Elson Quincy Hooi (Willemstad, Curazao, 1 de octubre de 1991) es un futbolista profesional curazaleño que juega como delantero.

## Selección nacional
Ha sido internacional con la selección de Curazao en 38 ocasiones anotando 10 goles.

## Clubes
| Club                    | País                  | Año       |
| ----------------------- | --------------------- | --------- |
| CVV Willemstad          | Antillas Neerlandesas | 2008-2012 |
| NAC Breda               | Países Bajos          | 2012-2016 |
| Viborg FF (cedido)      | Dinamarca             | 2015      |
| F. C. Volendam (cedido) | Países Bajos          | 2016      |
| Ermis Aradippou         | Chipre                | 2016-2017 |
| Vendsyssel FF           | Dinamarca             | 2017      |
| ADO Den Haag            | Países Bajos          | 2017-2020 |
| Muaither S. C.          | Catar                 | 2020-2021 |
| Al-Tadamon SC           | Kuwait                | 2021-2022 |
| Al Minaa S. C.          | Irak                  | 2022-2023 |